# Kührstedt
Kührstedt este o comună din landul Saxonia Inferioară, Germania.